# 카포 무로스

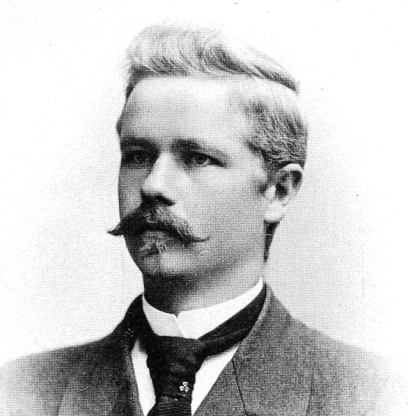

카포 타벧티 무로스(핀란드어: Kaapo Taavetti Murros: 1875년 7월 29일 - 1951년 3월 17일)는 핀란드의 언론인, 법률가, 작가, 정치인이다. 1910년에서 1913년까지 핀란드 사회민주당 소속으로 의회의원을 역임했다.